# Victor Macedo Pinto
Victor Coelho de Macedo Pinto (Porto, 24 de março de 1917 — Porto, 31 de outubro de 1964) foi um magistrado e diplomata que se notabilizou como compositor, pianista e crítico musical, professor nos Conservatórios de Coimbra, Braga e Porto, onde leccionou nos Cursos Superiores de Piano e Composição.

## Biografia
Macedo Pinto formou-se em Direito na Universidade de Coimbra, enveredando pela magistratura dos Tribunais de Trabalho. Em 1948, ingressou na carreira diplomática passando a desempenhar funções no Ministério dos Negócios Estrangeiros português. Em 1957, ocupou o seu último posto, em Karachi, desempenhando funções de secretário da Legação Portuguesa no Paquistão.
Na sua formação musical, foi aluno de Luís Costa, Vianna da Motta e Winfried Wolf, no piano, e de Cláudio Carneyro e Fernando Lopes-Graça, em composição.
Personalidade multifacetada e de sólida cultura, além de exercer uma notável carreira de pianista, foi professor nos Conservatórios de Coimbra, Braga e Porto, onde leccionou nos Cursos Superiores de Piano e Composição. 
De entre as publicações para as quais Victor Macedo Pinto escreveu crítica musical, contam-se o Diário de Notícias, o Jornal de Notícias, O Primeiro de Janeiro, a Seara Nova, a Gazeta Musical e a Arte Musical. 
A sua obra musical, constituída por uma grande diversidade de géneros, caracteriza-se por um lirismo essencialmente lusitano, apresentando um carácter simultaneamente nacional e cosmopolita. De particular expressão são as Sete Canções Antigas (1950), que o compositor escreveu para canto, flauta e piano, e a Sonata para Violino e Piano, reveladora do seu eclectismo musical.
Das suas obras, destacam-se ainda a Elegia a Luís Costa, para piano, e as músicas de cena para Medeia, de Eurípedes, para flauta, piano e percussão, e Antígona, de Sófocles, para canto, flauta, piano e percussão.